# Roope Ahonen
Roope Ahonen, né le 12 juin 1990 à Salo, en Finlande, est un joueur finlandais de basket-ball. Il joue au poste de meneur.